# Levantamento de peso nos Jogos Pan-Americanos de 1951
As competições de levantamento de peso nos Jogos Pan-Americanos de 1951 foram realizadas em Buenos Aires, Argentina. Esta foi a primeira edição do esporte nos Jogos Pan-Americanos, tendo sido disputado apenas entre os homens.

## Masculino

### Até 56 kg
| POSIÇÃO | FINAL                 |
| ------- | --------------------- |
|         | Joseph DePietro (USA) |
|         | José Crespo (CUB)     |
|         | Maravilla Salas (MEX) |

### Até 60 kg
| POSIÇÃO | FINAL                    |
| ------- | ------------------------ |
|         | Rodney Wilkes (TRI)      |
|         | Richard Greenawalt (USA) |
|         | Joseph Charlot (HAI)     |

### Até 67,5 kg
| POSIÇÃO | FINAL               |
| ------- | ------------------- |
|         | Joe Pitman (USA)    |
|         | Carl de Souza (TRI) |
|         | Hugo d'Atri (ARG)   |

### Até 75 kg
| POSIÇÃO | FINAL                |
| ------- | -------------------- |
|         | Pete George (USA)    |
|         | Ángel Sposato (ARG)  |
|         | Emerson Holder (PAN) |

### Até 82,5 kg
| POSIÇÃO | FINAL                  |
| ------- | ---------------------- |
|         | Stanley Stanczyk (USA) |
|         | Osvaldo Forte (ARG)    |
|         | Orlando Garrido (CUB)  |

### Mais de 82,5 kg
| POSIÇÃO | FINAL                   |
| ------- | ----------------------- |
|         | John Davis (USA)        |
|         | Lennox Kilgour (TRI)    |
|         | Norberto Ferreira (ARG) |